# Liste der Biografien/Keld
Liste der Biografien |
Portal Biografien |
Personensuche
# |
A |
B |
C |
D |
E |
F |
G |
H |
I |
J |
K |
L |
M |
N |
O |
P |
Q |
R |
S |
T |
U |
V |
W |
X |
Y |
Z |
?
 
Ka |
Kb |
Kc |
Kd |
Ke |
Kf |
Kg |
Kh |
Ki |
Kj |
Kl |
Km |
Kn |
Ko |
Kp |
Kr |
Ks |
Kt |
Ku |
Kv |
Kw |
Ky |
Kx |
Kz
 
Kea |
Keb |
Kec |
Ked |
Kee |
Kef |
Keg |
Keh |
Kei |
Kej |
Kek |
Kel |
Kem |
Ken |
Keo |
Kep |
Ker |
Kes |
Ket |
Keu |
Kev |
Kew |
Kex |
Key |
Kez
 
Kela |
Kelb |
Kelc |
Keld |
Kele |
Kelh |
Keli |
Kelk |
Kell |
Kelm |
Keln |
Kelo |
Kelp |
Kels |
Kelt |
Kelz
Die Liste der Biografien führt alle Personen auf, die in der deutschsprachigen Wikipedia einen Artikel haben. Dieses ist eine Teilliste mit 18 Einträgen von Personen, deren Namen mit den Buchstaben „Keld“ beginnt.

## Keld

### Kelda
- Keldani, David Benjamin (* 1867), ostsyrischer Christ und Autor der zum Islam konvertierte

### Kelde
- Keldeleth, Robert de († 1273), schottischer Geistlicher und Minister
- Keldenich, Anton (1874–1936), deutscher Maler
- Kelder, Jorrit M. (* 1980), niederländischer Klassischer Archäologe und Mykenologe
- Kelderman, Wilco (* 1991), niederländischer RadrennfahrerWilco Kelderman (* 1991)

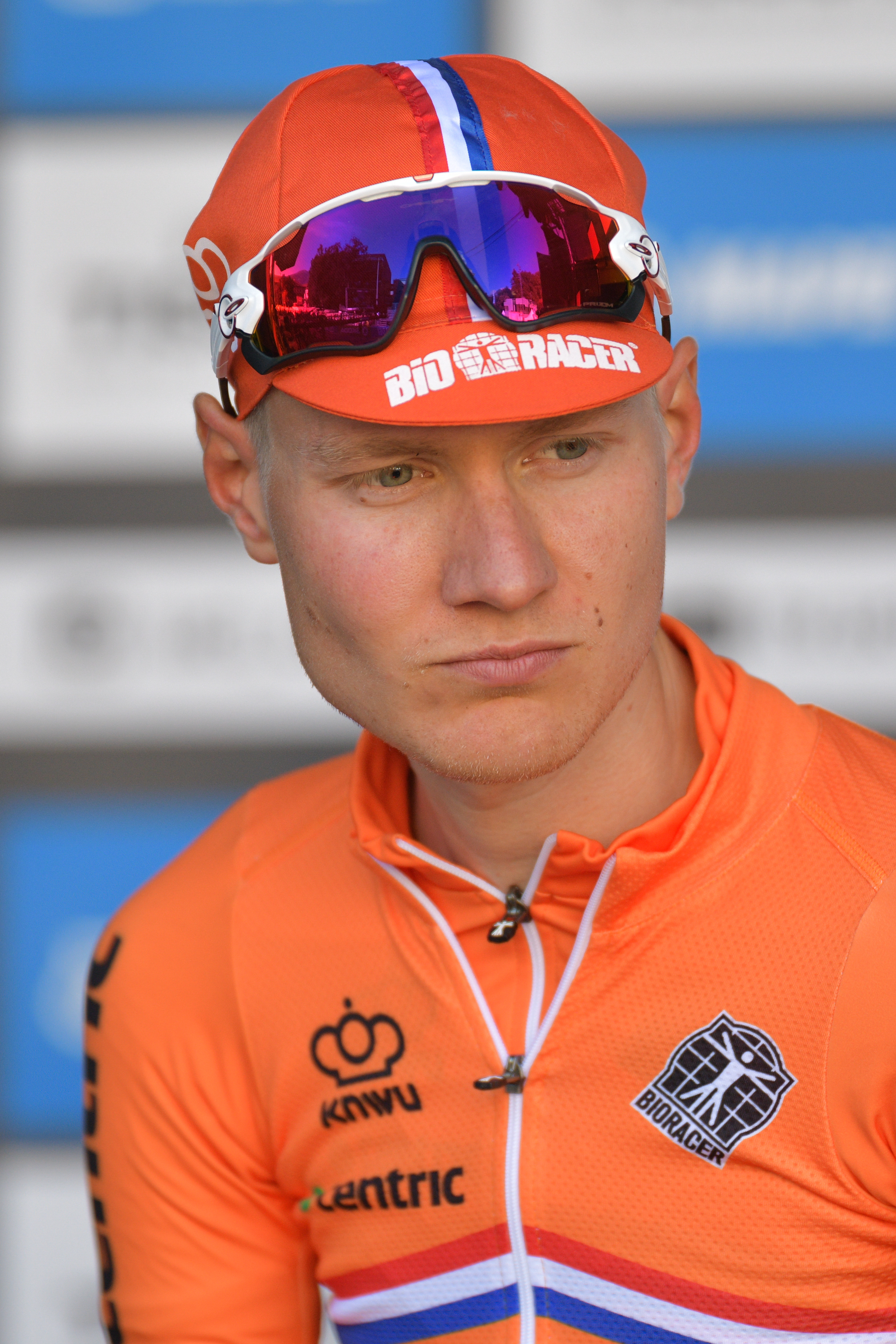
Wilco Kelderman (* 1991)

- Keldermans, Rombout († 1531), flämischer Architekt und Bildhauer

### Keldi
- Keldie, Ray (* 1946), australischer Tennisspieler
- Keldij, Gulnasar (1945–2020), tadschikischer Dichter und Journalist
- Keldiyorova, Diyora (* 1998), usbekische Judoka

### Keldo
- Keldo, Erkki (* 1990), estnischer Politiker
- Keldorfer, Robert (1901–1980), österreichischer Komponist, Pianist und Musikdirektor
- Keldorfer, Viktor (1873–1959), österreichischer Chordirigent und Komponist

### Keldu
- Keldu, Jógvan við (* 1944), färöischer Politiker der konservativen Volkspartei (Fólkaflokkurin) und Innenminister in der Landesregierung der Färöer
- Keldu, Pætur við (* 1970), färöischer Musiker und Komponist
- Keldu, Tóra við (* 1974), färöische Schwimmsportlerin und Sängerin

### Keldy
- Keldysch, Leonid Weniaminowitsch (1931–2016), russischer Physiker
- Keldysch, Ljudmila Wsewolodowna (1904–1976), sowjetische Mathematikerin
- Keldysch, Mstislaw Wsewolodowitsch (1911–1978), sowjetisch-russischer Mechaniker, Aeronautiker und Mathematiker